# Parcoville
 (mars 2016).
Parcoville est un stationnement entièrement automatique en exploitation de 1989 à 2015 en France et en Belgique. Le projet Parcoville faisait partie d'un vaste projet de relance de l'économie du bassin minier sinistré de l'Aveyron à Decazeville dont est originaire le fondateur, André Labarre, né à Viviez, en 1935. Ce projet présenté en 1986 par la société PFP (Procédés France Parking) créée par André Labarre, regroupait trois sous-projets : Parcoville, et Vigiville (système de stationnement à péage basé sur des plots télescopiques). La société PFT (Procédés France Transport) également créée par André Labarre, portait quant à elle le projet Transville (mini-métro sur coussin d'air), avec un site pilote également situé à Decazeville. Les structures en métal sont notamment fabriquées par l'entreprise de chaudronnerie MTI à Decazeville.
Un premier prototype est installé à Decazeville. Il comportait 120 places.

## Principe de fonctionnement
Le véhicule est déposé par l'usager dans un kiosque d'accueil et un automate vient la chercher afin de la stationner en souterrain. L'automate est constitué d'un gros ascenseur monté sur vérin et capable de faire monter ou descendre rapidement la voiture (1 à 2 minutes). Ensuite, un système sur coulisse permet de placer le véhicule sur une place de parking. Les places de parking sont placées en étoile dans un silo autour de l'ascenseur.
Ce type de parking est entièrement sécurisé pour le véhicule, étant donné que l'ordinateur vérifie que personne ne reste dans le kiosque ou dans le véhicule avant de procéder au stationnement de celui-ci. La société PFP (Procédés France Parking) a développé ce produit ainsi que la société SEREP anciennement dirigée par André Labarre, qui a installé ses bureaux, à L'Union, dès 1986. Initialement, André Labarre installa la société au rez-de-chaussée de son domicile. Puis dès 1990, un siège social abritant toutes ses sociétés a été bâti dans la même rue, à L'Union. Le premier directeur commercial recruté, fraîchement diplômé de Supdeco Toulouse, fut François Rivière ; SEREP appartient désormais au groupe Q-Park.
Depuis le 31 décembre 2009, seuls 3 parcovilles sont restés en service, ceux de la ville de Cluses en Haute-Savoie. Mais l'activité est déficitaire et la ville ferme les derniers parcovilles de France le 31 décembre 2015.

## Avantages et inconvénients
Les concepteurs des parkings donnaient de nombreux avantages à ce système de parking : 
- gain de place avec une surface et une profondeur optimisées pour garer les véhicules
- tout automatisé sans opération humaine
- sécurité du véhicule et des biens car l'accès aux véhicules n'était pas possible (pas de vol, pas de vandalisme)

Cependant, le principe était coûteux à entretenir. Les frais de maintenance se sont avérés élevés et une seule société assurait la maintenance du système. Le prix du parking était donc assez élevé par rapport aux parkings souterrains traditionnels. Le mécanisme était également souvent soumis à de nombreuses pannes ne donnant pas confiance aux clients.
Enfin, les clients étaient parfois réticents à laisser leur véhicule. Ils trouvaient le système automatique trop compliqué. Ils avaient peur de ne pas retrouver leur véhicule.

## Localisation des parkings
Ce parking d'avant garde a été installé à Perpignan,   en 1989 puis à Charleroi (Belgique), Chamalières  , Cluses   et Toulouse.

### Parcoville de Decazeville
Le premier parcoville est installé à Decazeville en France au square Jean-Ségalat à côté de l'office de tourisme. Le parking est fermé, mais le kiosque d'accueil est toujours en place.

### Parcoville Castillet de Perpignan
Il était situé boulevard Wilson à Perpignan en France. Ce parking est fermé.
Il sera détruit courant avril 2019 pour laisser place à un jardin.

### Parcovilles de Charleroi
Charleroi en Belgique possédait 6 parkings de ce type : parkings du quartier du monument (boulevard Paul Janson et avenue de Waterloo), de l’Eden, de la rue de France et du parc Reine Astrid.
Ils ont été construits en 1990. Mais ils n'ont pas rencontré le succès escompté. En 1994, les parkings tombent en panne et les frais de réparation et de maintenance sont élevés. En 1999, les parkings sont tous hors service. La ville et une société privée (groupe Epolis) tentent de les relancer en 2002 pour 1 million d'euros mais sans succès. En 2013, tous les parkings sont fermés. Ils sont détruits en 2014 et 2015.

Parcovilles désaffectés du Monument en 2011
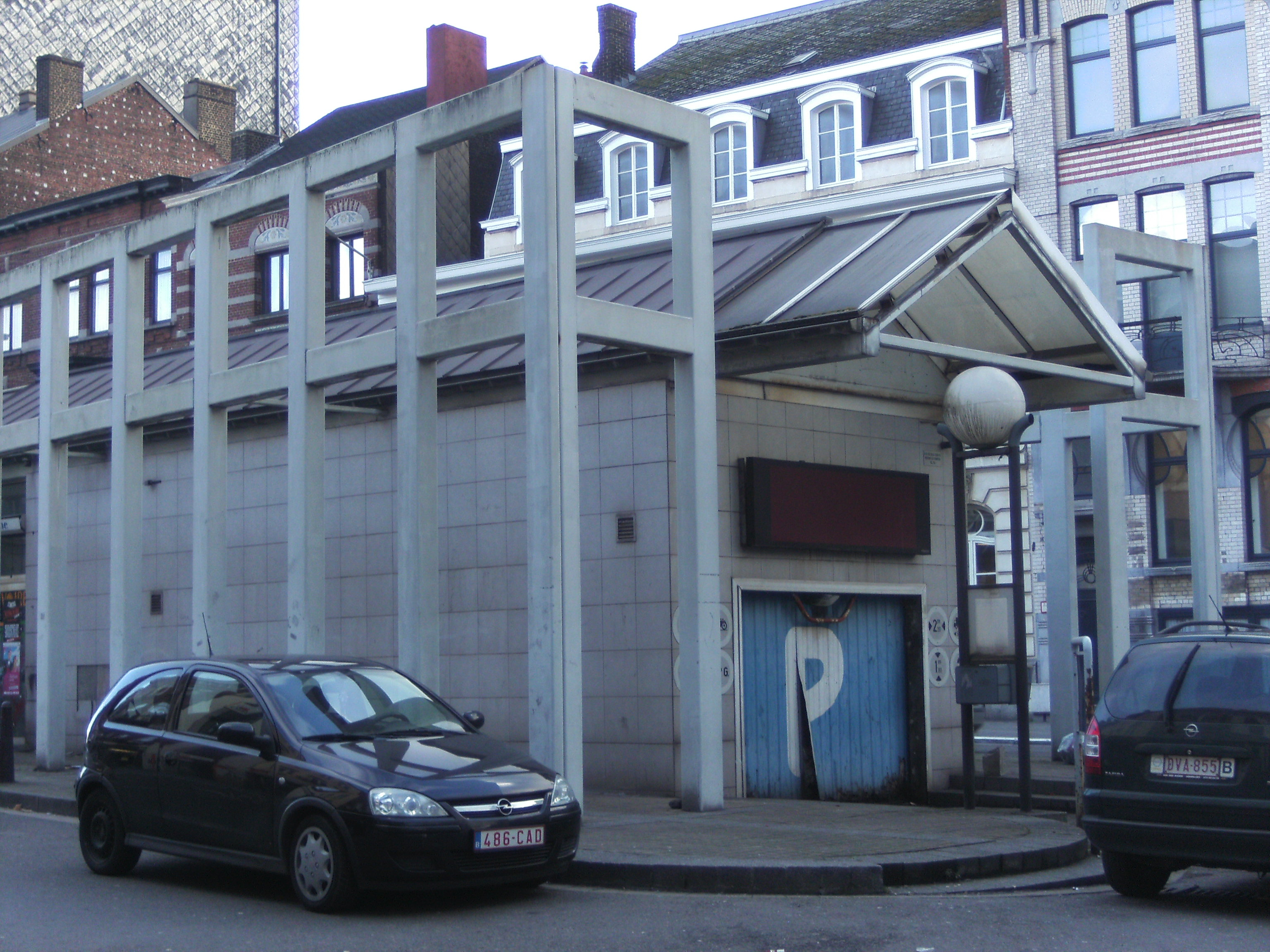
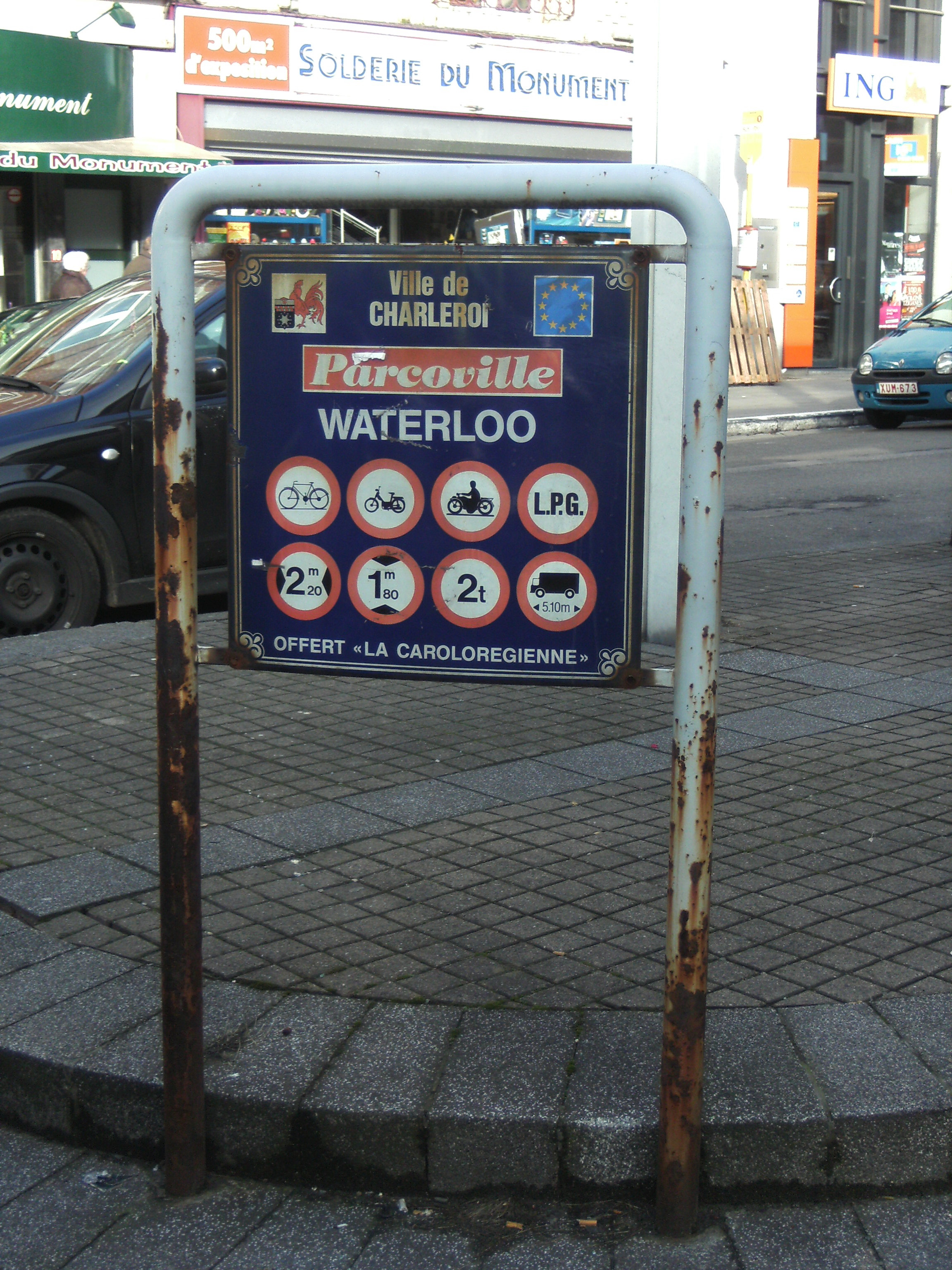
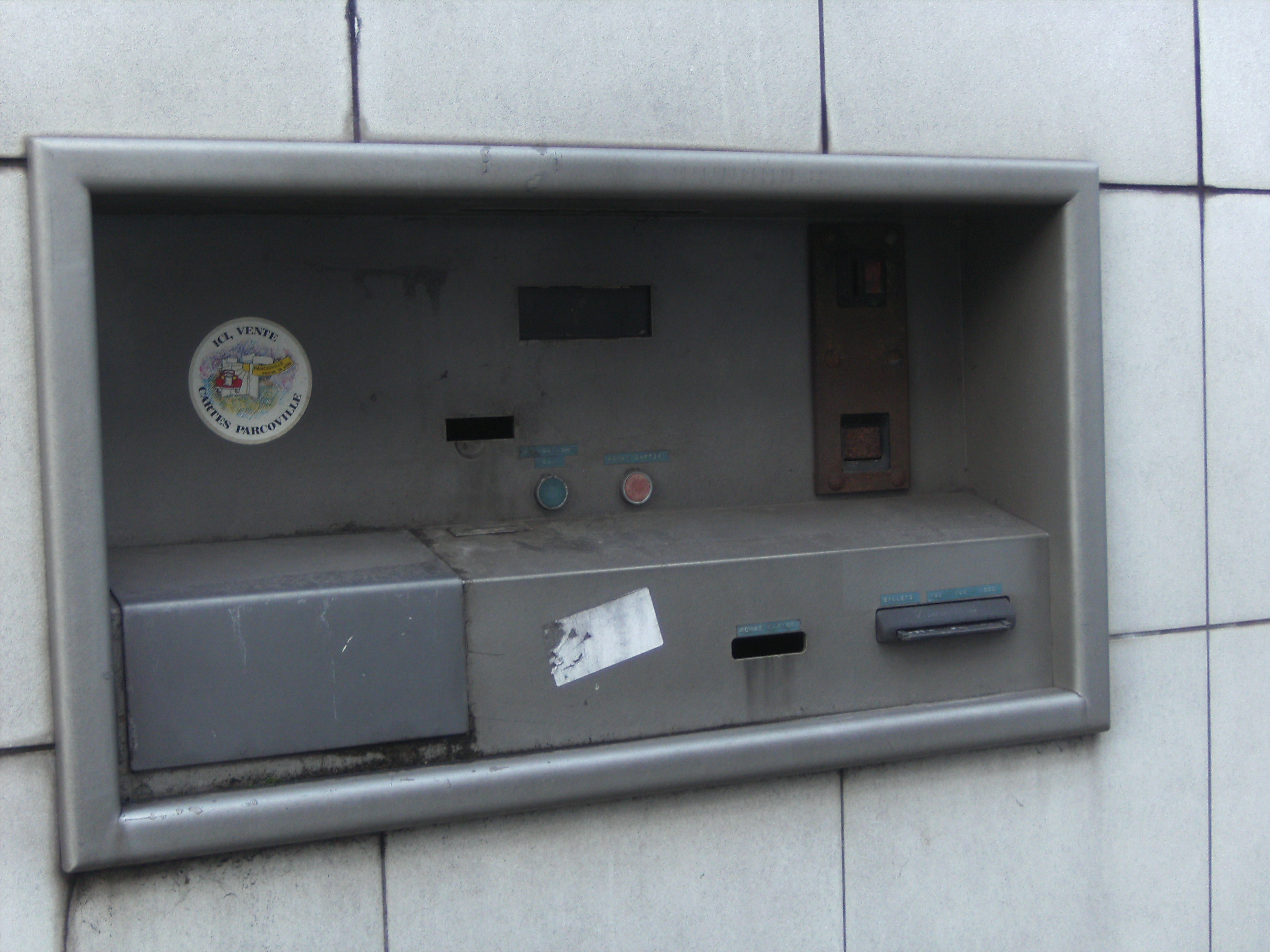
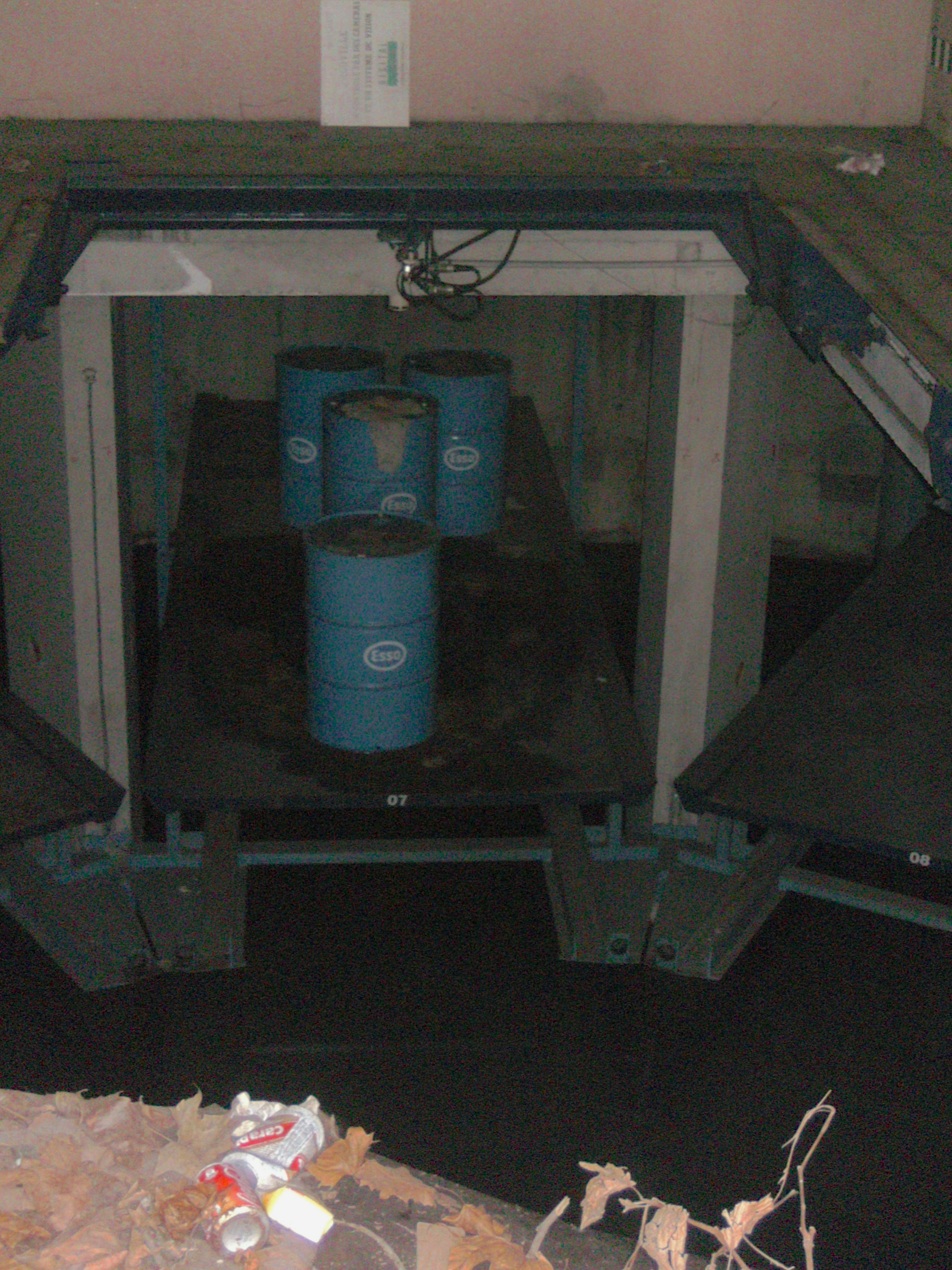

### Parcoville de Toulouse
Le parcoville de Toulouse est situé place de Belfort à Toulouse. Il est constitué de deux parkings de 54 places. Le premier parking tombe en panne en 2005. En 2007, le groupe Epolis relance des travaux et une campagne de sécurisation des lieux. Il est définitivement fermé en 2009 mais ses kiosques d'accueil sont toujours visibles jusqu'en 2018 où ils sont détruits afin de retirer les structures métalliques du dispositif souterrain.

### Parcoville de Chamalières
Le parcoville de Chamalières était situé square de Verdun à Chamalières en France. Il était constitué de 4 silos de 55 places. Il a été mis en service en 1991 et arrêté en 2010 en raison de son coût d'exploitation élevé et de sa faible fréquentation. En 2019, les silos ont été recouverts et les kiosques d'accueil ont été détruits pour laisser place à un parking classique en surface,.

### Parcoville de Cluses
Les parcovilles de Cluses en Haute-Savoie en France étaient constitués de 3 parkings de 55 places : un place de Allobroges et deux place Charles-de-Gaulle. Ils étaient gérés par la société Q-Park. Les parkings ont été fermés le 31 décembre 2015. Les travaux de démolition des trois parcovilles de la commune ont commencé le 18 février 2019 et se termineront avant l'été.